# Église Sainte-Eulalie de Genillé
Pour les articles homonymes, voir Église Sainte-Eulalie.
L'église Sainte-Eulalie de Genillé est un édifice affecté au culte catholique, église paroissiale de la commune de Genillé , dans le département d'Indre-et-Loire. Édifice composite dont la construction s'est étalée sur plusieurs siècles, depuis le XIe siècle au moins jusqu'au XVIe siècle, elle est surtout originale par des éléments de son décor, extérieur comme intérieur ainsi que par une partie de son mobilier.

## Localisation
L'église Sainte-Eulalie est située dans le centre-bourg de Genillé, sur la place Agnès-Sorel dont elle occupe la partie nord-ouest. Bénéficiant d'un dégagement important de l'ouest au sud et à l'est, seule une rue la sépare d'autres bâtiments sur le flanc nord de sa nef et de son chœur. Elle est orientée de manière assez traditionnelle, nef à l'ouest et chœur à l'est, observant toutefois une légère inflexion de l'ouest nord-ouest à l'est sud-est.

## Histoire
La découverte de deux sépultures mérovingiennes au voisinage de l'église actuelle semble attester l'existence, dès cette époque, d'un cimetière lié à un édifice religieux aujourd'hui disparu. Même en l'absence de source écrite le prouvant, il semble que Genillé forme déjà une paroisse avant la fin du premier millénaire.
L'église Sainte-Eulalie de Genillé est dédiée à sainte Eulalie, martyre au IIIe siècle en Espagne.
L'église qui existait au début du XIIe siècle est ruinée en 1145, lors du conflit qui oppose le comte d'Anjou Geoffroy V à Sulpice II d'Amboise. Le nouvel édifice est inauguré en 1215 par Jean de la Faye, archevêque de Tours. La partie basse du clocher date probablement de cette phase de construction, sa partie haute lui étant postérieure d'un siècle ou deux, ainsi que la nef. De l'édifice plus ancien ne semble dater que la partie basse du mur nord du clocher. Bernard Dumont semble être, en 1420, le premier curé attesté de Genillé.
Adam II Fumée, seigneur de Genillé à  partir de 1523, est probablement à l'origine de la reconstruction totale du chœur de l'église et de l'abside terminale de l'église, ainsi que du décor et du portail sud de la nef, dans un style gothique flamboyant caractéristique du début du XVIe siècle. À la même époque est édifiée la chapelle de la Vierge, sur le côté nord de la nef.
Au XVIIe siècle, une chapelle est construite pour la famille Fumée dans le flanc sud du chœur. Elle y prend la place d'une chapelle dont l'architecture est inconnue mais qui est mentionnée dans un cartulaire de l'archevêché de Tours de 1356. Après avoir servi temporairement de mairie entre 1808 et 1823 — une cloison est construite à cette occasion pour la séparer du chœur de l'église —, elle est reconvertie en sacristie.
Par arrêté du 12 juin 1926, l'église Sainte-Eulalie de Genillé fait l'objet d'une mesure de protection au titre des monuments historiques en tant qu'édifice inscrit.

## Architecture et décor

### Architecture
L'église s'ouvre à l'ouest par une porte en arc surbaissé, surmonté d'une accolade typique de le Renaissance française ; une baie gothique à remplage, de même largeur que la porte, la surmonte. L'ensemble est encadré par deux contreforts, décorés à la même époque en manière de pilastres.
La nef, simple et sans collatéraux, couverte en charpente, est lambrissée et renforcée par des arbalétriers décorés au XIXe siècle. Elle est éclairée par des baies à remplage dont l'une est ornée du blason de la famille Fumée. Sur son flanc sud, à mi-hauteur, s'ouvre une petite porte du XVIe siècle. La chapelle de la Vierge est implantée au plus près de la travée supportant le clocher.
Une travée, voûtée en croisée d'ogives du XIIIe siècle, supporte partiellement le clocher qui repose également sur les deux murs latéraux du prolongement de la nef. De section carrée, sa face nord, aveugle, est construite sur le mur du XIe siècle, vestige de l'église précédente. Le mur sud, reconstruit au XIIIe siècle, est percé d'une baie en plein cintre étroite et haute. Au-dessus, l'étage du effroi est ouvert, côté nord comme sud, de deux baies en plein cintre géminées équipées d'abat-son. Une flèche octogonale en pierre couronne le clocher, une tourelle d'escalier extérieure est plaquée contre son mur nord et une étroite porte s'ouvre dans son mur sud au plus près du chœur.
Le chœur composé d'une travée unique et terminé par une abside trapézoïdale est désaxé vers le nord. Chœur et chevet sont voûtés sur croisée d'ogive ; le chœur accueille sur son côté sud la sacristie, ouverte sur l'extérieur d'une porte permettant, lorsqu'elle faisait office de chapelle seigneuriale, aux nobles d'y accéder, sans passer par la nef, depuis leur château très proche. Cette porte est surmontée d'un fronton triangulaire portant l'inscription : « DOMINE DILEXI DECOREM DOMUS TUAE » (« Seigneur, j'aime le séjour de ta maison »). Les parois occidentale et méridionale de cette chapelle étaient pourvus d'une large baie en plein cintre, maintenant murée.

Vues extérieures de l'église Sainte-Eulalie de Genillé.
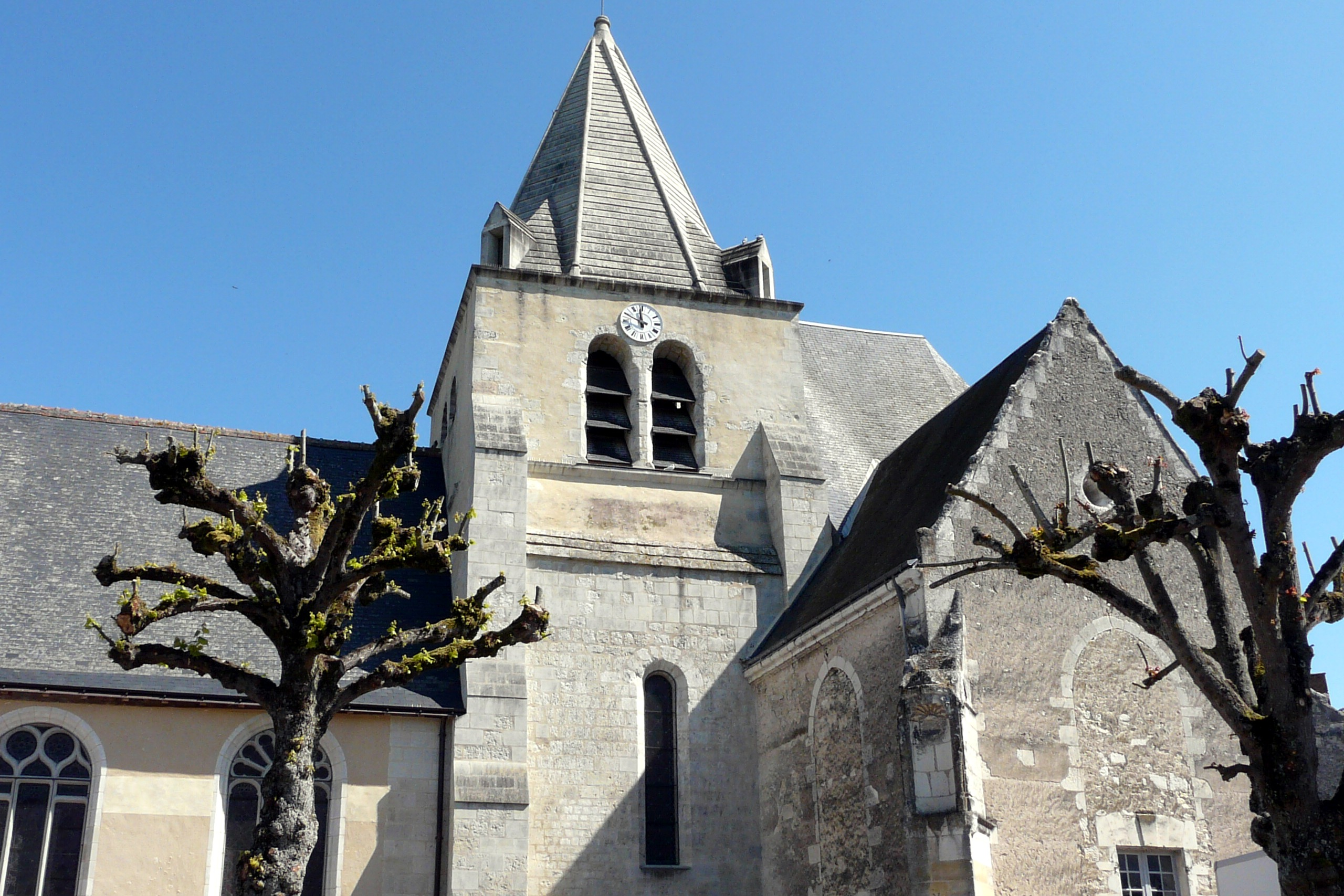
Église Sainte-Eulalie de Genillé.
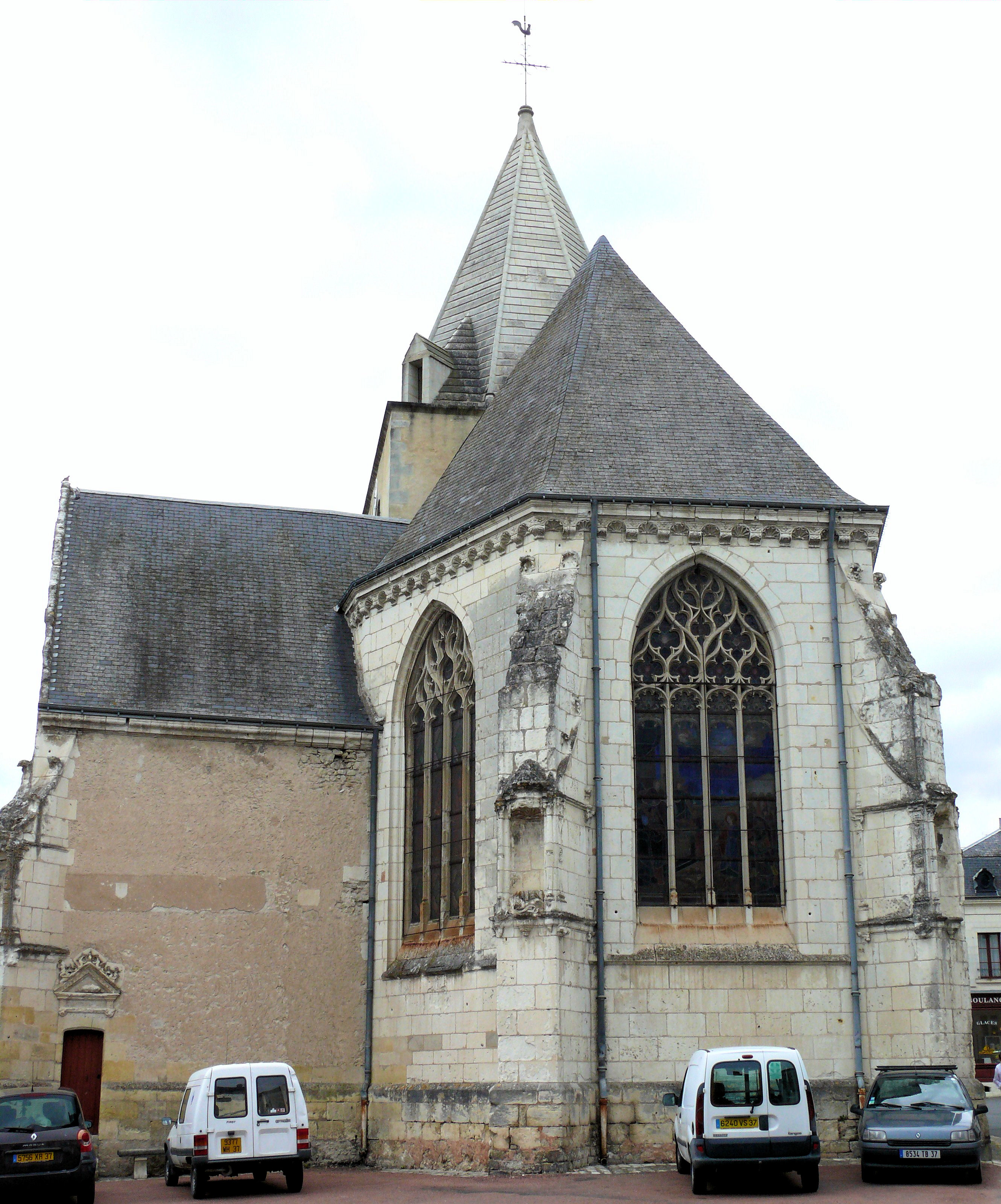
Chevet de l'église.
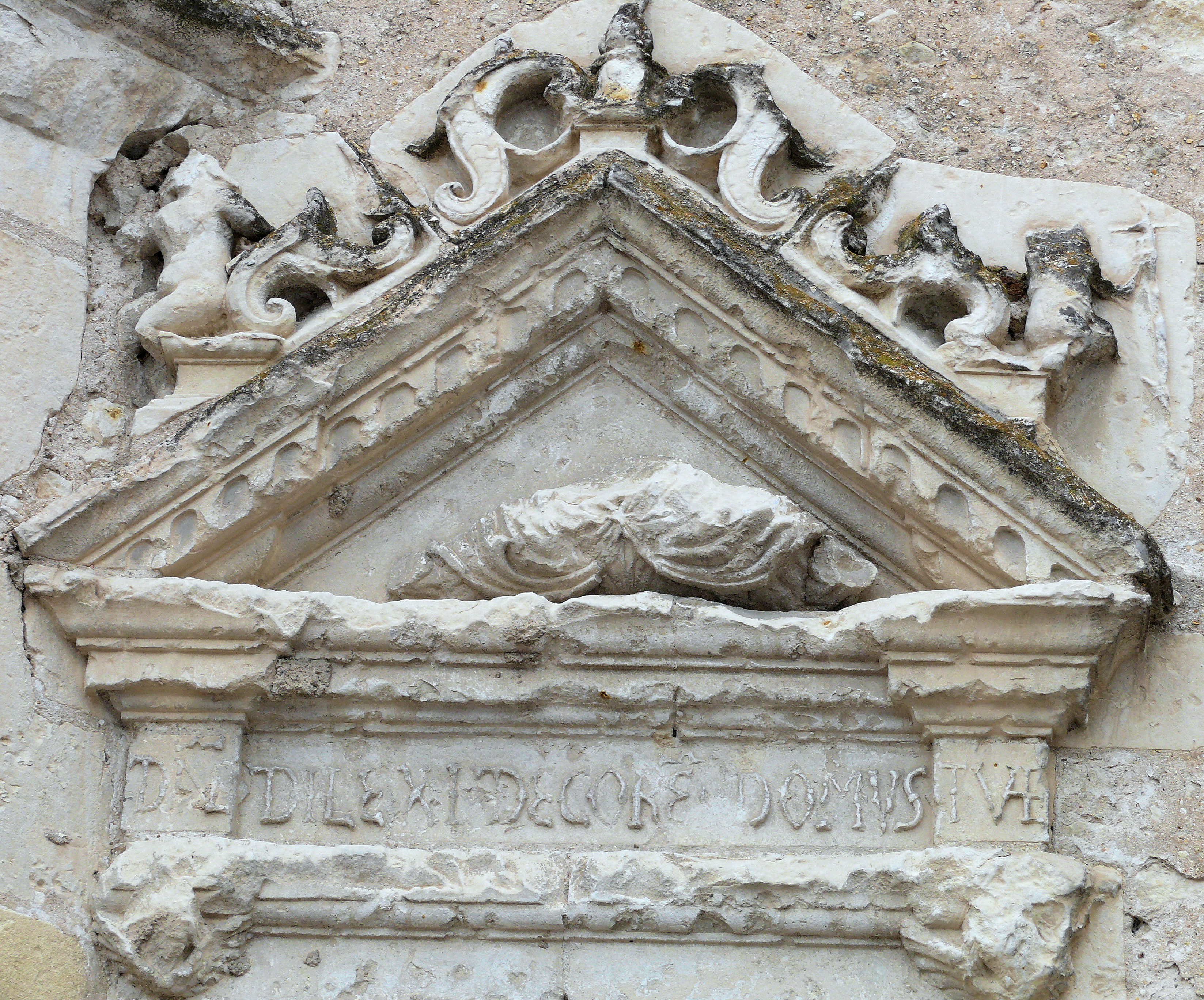
Fronton de la porte de la chapelle seigneuriale.
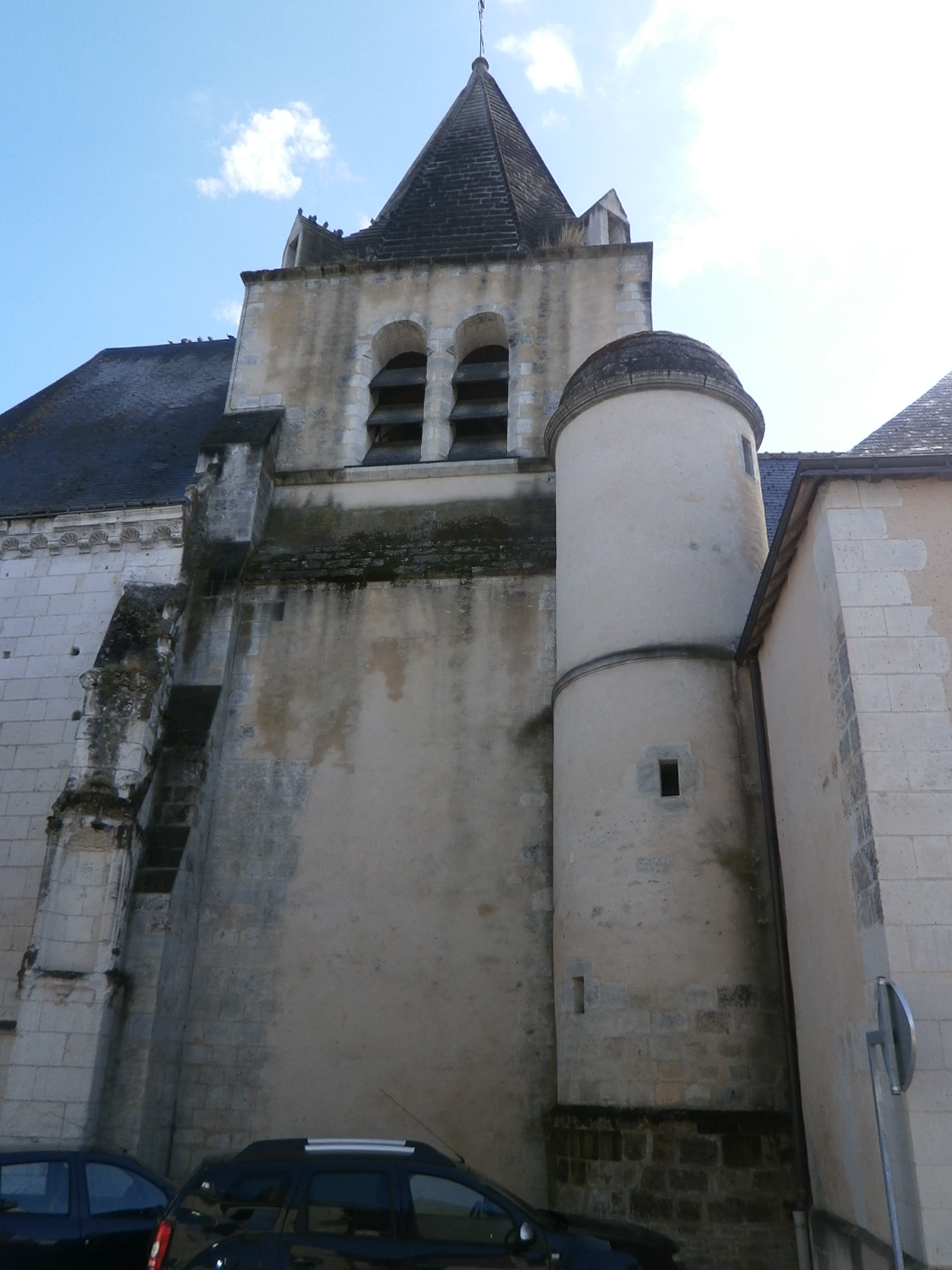
Tourelle d'escalier et face nord du clocher.
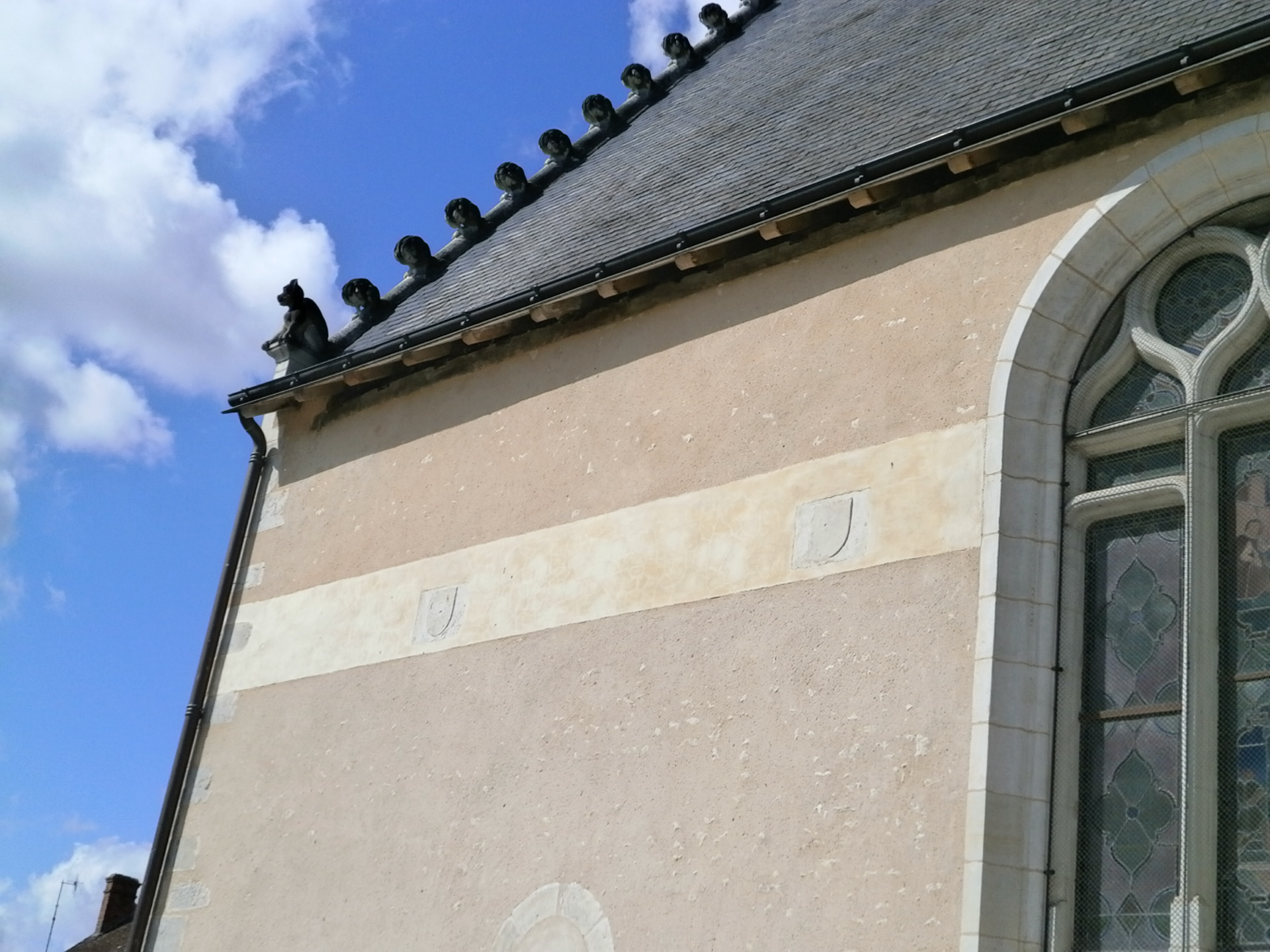
Vue de la bande blasonnée sur le mur de la nef.

### Décor et mobilier
Les contreforts encadrant la porte occidentale sont creusés d'une niche qui a accueilli une statue aujourd'hui disparue. Le décor du mur pignon, entre l'accolade de la fenêtre et la baie a remplages, est composé de rosaces et d'écus sculptés.
L'élément le plus original de ce décor extérieur est une bande courant sur les faces de la nef à hauteur des baies, ornée de blasons dont l'ornementation a disparu mais qui devaient représenter les armes des seigneurs ayant financé la construction de l'église.
Sept grands vitraux, sortis de l'atelier du maître verrier Lucien-Léopold Lobin et de son beau-frère Prosper Florence, représentent les scènes du martyre de sainte Eulalie ainsi que d'autres scènes religieuses ; trois d'entre eux sont installés dans le chœur, les quatre autres dans la nef.
Sept objets présents dans l'église sont classés (pour six d'entre eux) ou inscrit (pour le septième) au titre des monuments historiques et figurent dans la base Palissy du Ministère de la Culture.
Les Saintes femmes au tombeau est un tableau du XIXe siècle mesurant 2,20 × 1,50 m,  Classé MH (2002) ;
Une tunique en tissu servant à l'habillage des diacres est datée du XVIIe siècle,  Classé MH (1974) ;
La chaire des abbesses de la Bourdillière, du XVIIe siècle, a été installée dans le chœur de l'église après le démantèlement de l'abbaye de la Bourdillière  Classé MH (1992) ;
Un retable du XVIIe siècle, représentant l'apparition de la Vierge à saint Dominique se trouve dans la chapelle nord,  Classé MH (1913) ;
La tribune d'orgue de la fin du XVIe siècle occupe toute la largeur de la nef et surplombe la porte d'entrée occidentale  Classé MH (1913) ;
Le bénitier en marbre, daté de 1494, porte sur son rebord l'inscription « QUI A DOUNÉ CE BÉNITIER / EN PARADIS AIT SON CHANTIER »  Classé MH (1907) ;
Le couronnement de Jésus-Christ par le Père Éternel est un tableau tableau du XVIIe siècle,  Inscrit MH (1973).

Vues intérieures de l'église Sainte-Eulalie de Genillé.
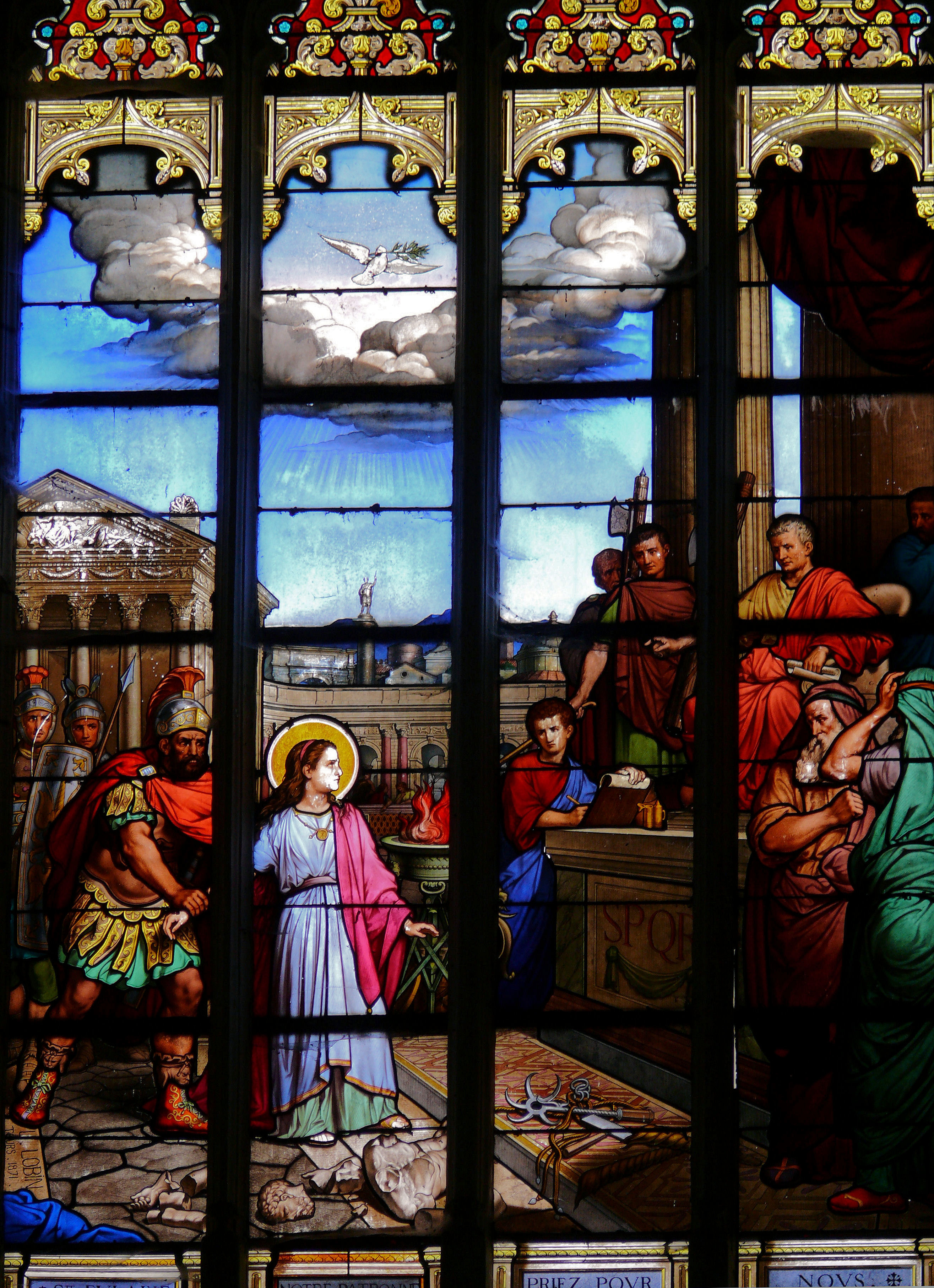
Le Jugement de sainte Eulalie (Lobin).
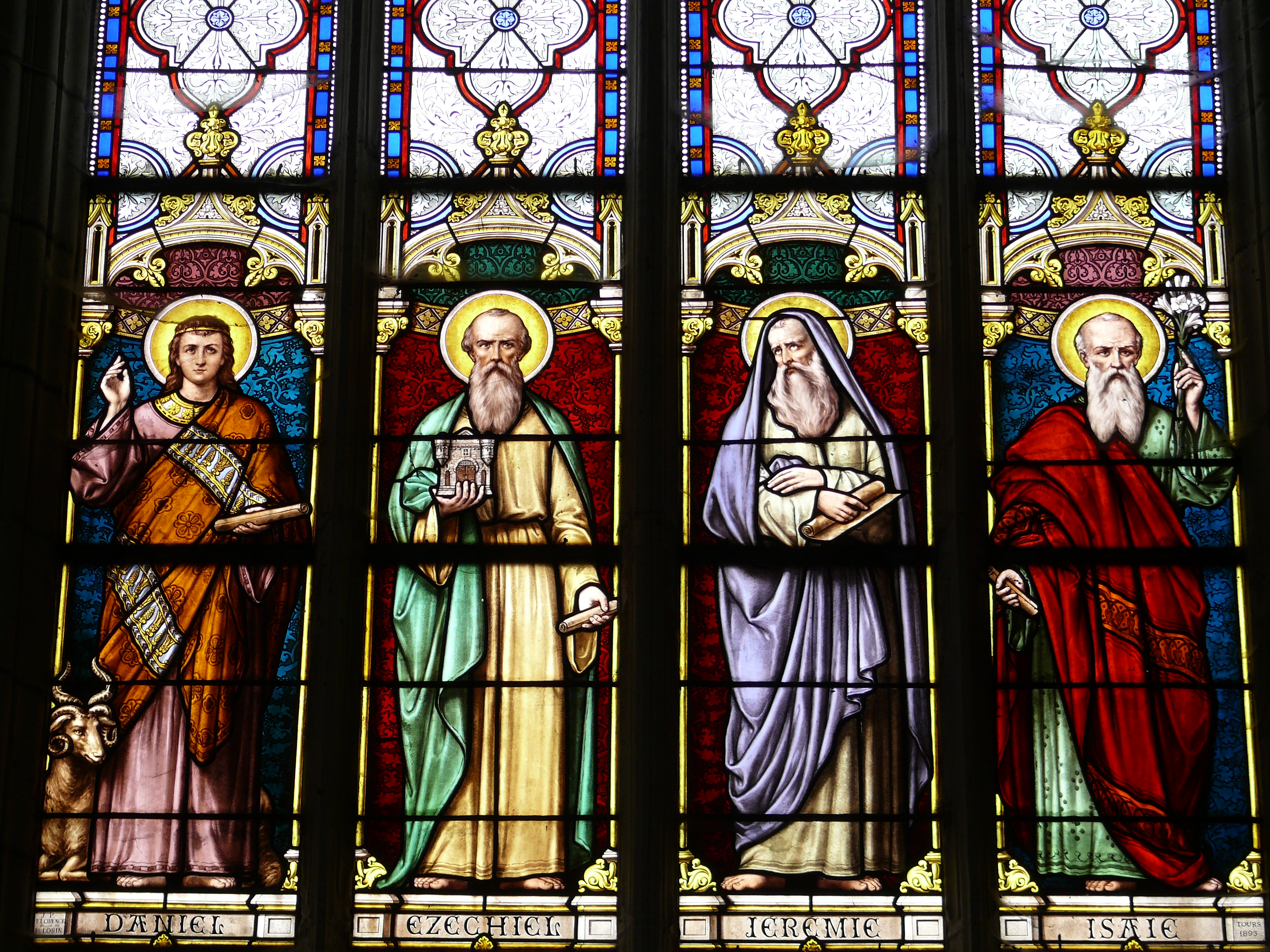
Les quatre prophètes (Florence).
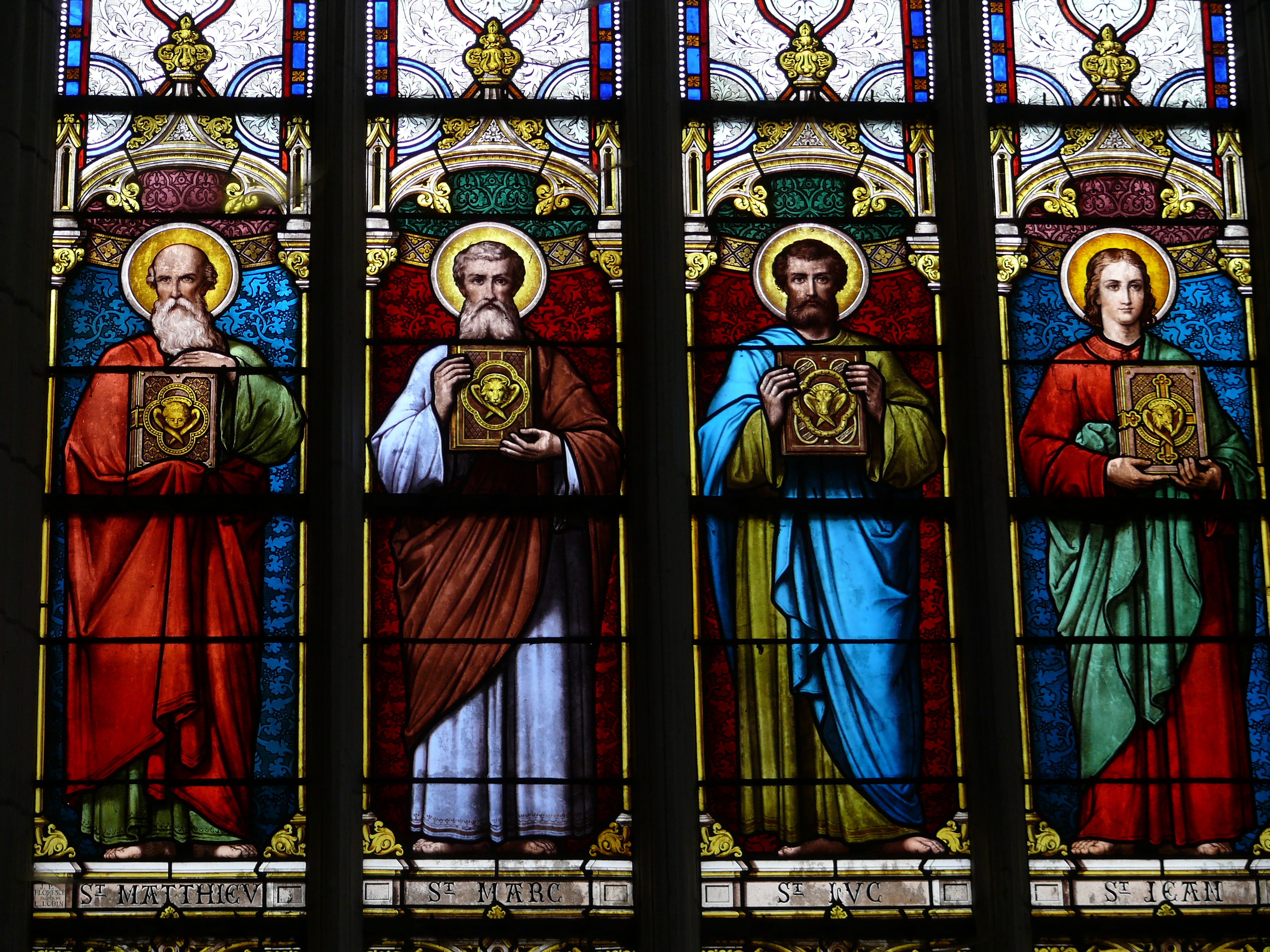
Les quatre évangélistes (Florence).
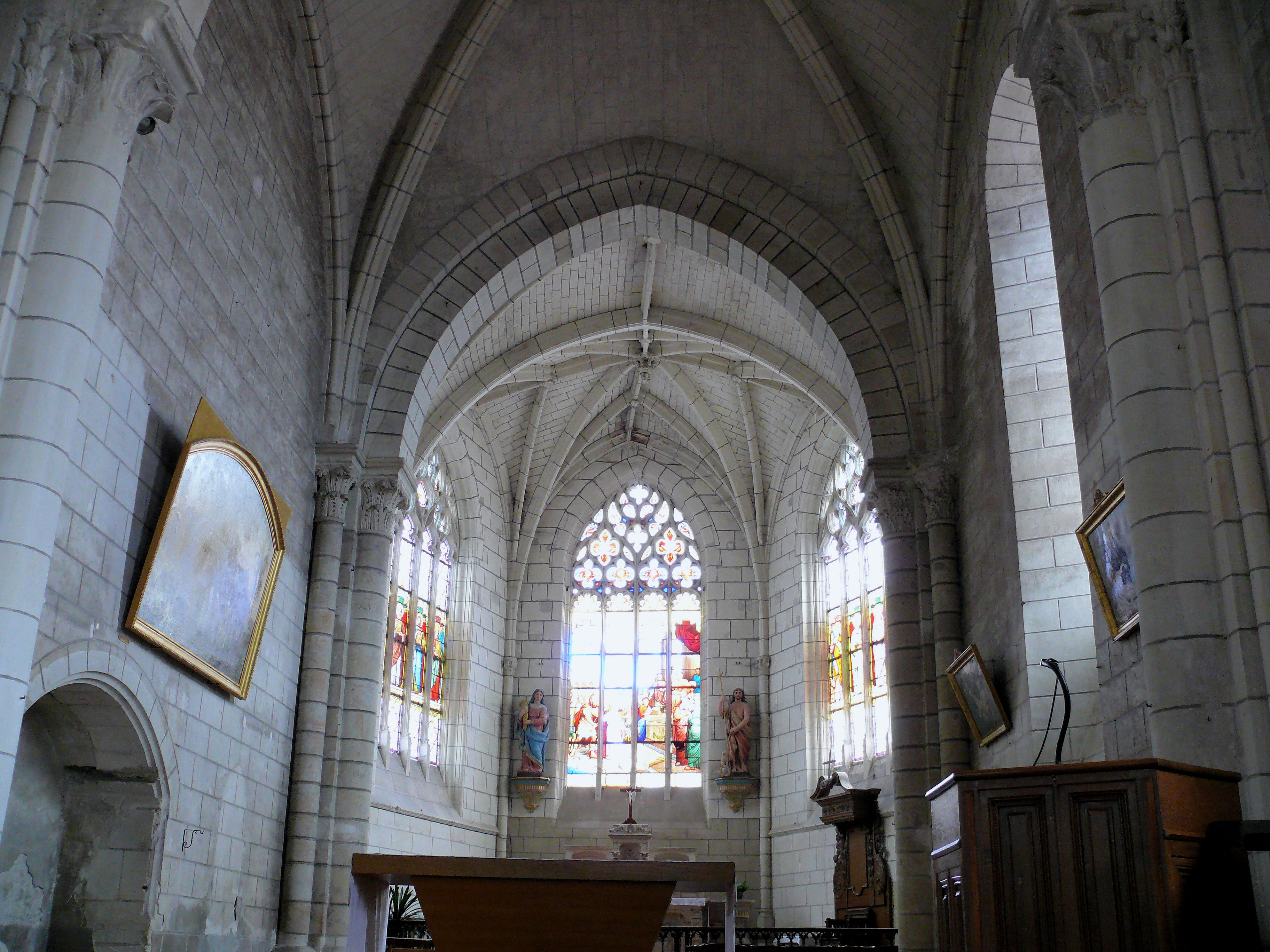
Le chœur de l'église.
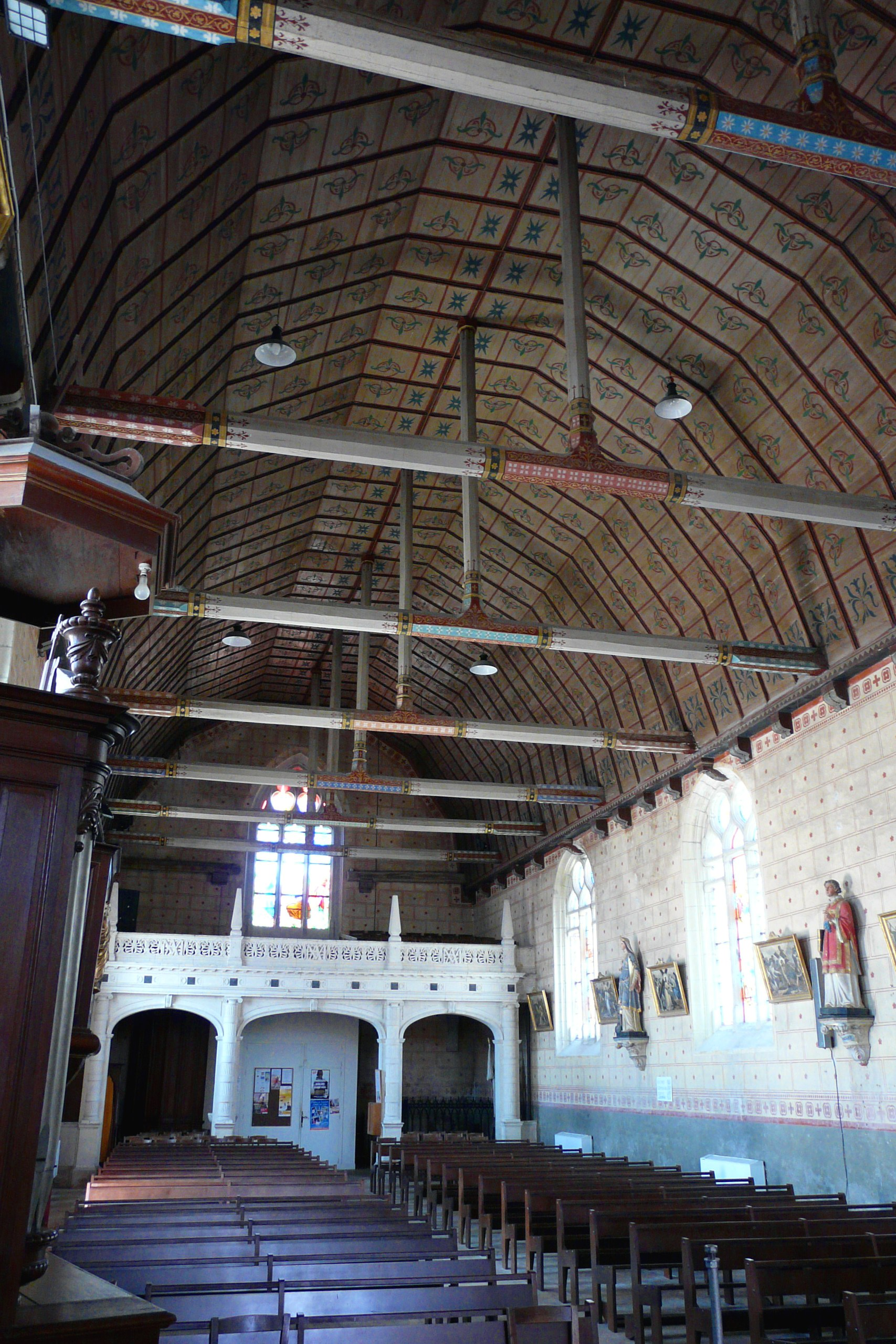
La nef de l'église et sa tribune d'orgue.